# Cyclophora sertaria
Cyclophora sertaria là một loài bướm đêm trong họ Geometridae.